# Aquaman și regatul pierdut
Aquaman și regatul pierdut (titlu original: în engleză Aquaman and the Lost Kingdom) este un film american din 2023 regizat de James Wan. Rolurile principale au fost interpretate de actorii Amber Heard, Jason Momoa, Patrick Wilson, Temuera Morrison, Ben Affleck.

## Distribuție
- Jason Momoa – Arthur Curry / Aquaman
- Patrick Wilson – Orm Marius
- Amber Heard – Mera
- Yahya Abdul-Mateen II – David Kane / Black Manta
- Randall Park – Dr. Stephen Shin
- Dolph Lundgren – Nereus
- Temuera Morrison – Thomas Curry
- Martin Short – vocea Kingfish
- Nicole Kidman – Atlanna
- Vincent Regan – Atlan, primul rege al Atlantidei